# Parteniusz III (patriarcha Konstantynopola)
Parteniusz III, gr. Παρθένιος Γ΄ (zm. 1657) – ekumeniczny patriarcha Konstantynopola w latach 1656–1657, święty prawosławny.

## Życiorys
W 1656 r. potępił wyznanie wiary metropolity kijowskiego Piotra Mohyły, którą uważa się za zbyt bliskie doktrynie katolickiej. W 1657 r. został oskarżony o zdradę przez władze osmańskie. Został powieszony po odmowie wyrzeczenia się wiary chrześcijańskiej. Jest czczony jako męczennik, jego święto w Kościele prawosławnym jest 24 marca.